# دین هاوایی‌ها

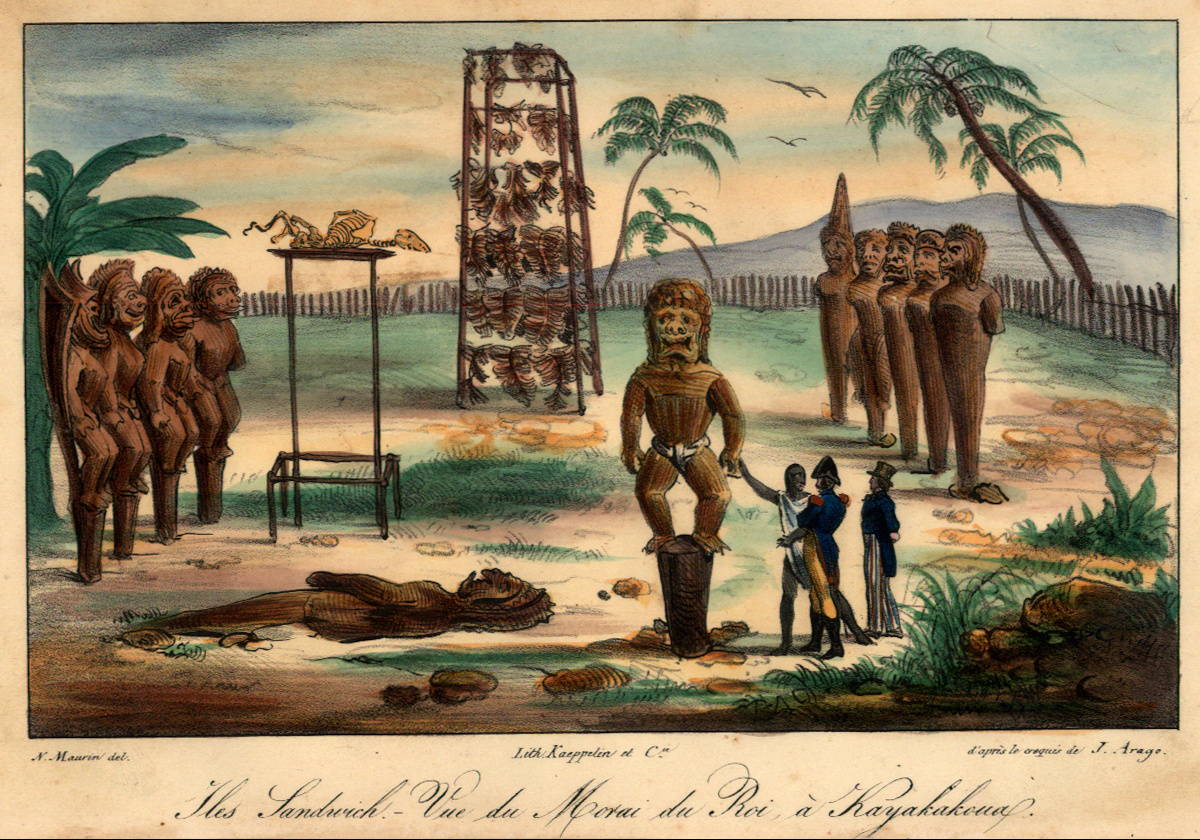
دین هاوایی‌ها

دین هاوایی‌ها عبارت است از اعتقادات ادیان نزادباور و اصول مذهبی بومیان هاوایی این دین، یک دین چندخدایی و روح‌باوری است برای مثال آنها بر این باورند که می‌توان روح را در موجودات غیرانسانی مانند حیوانات، موج و آسمان پیدا کرد.
این دین در میان مردمان تاهیتی و دیگر بومیان جزایر اقیانوس آرام که در سال ۵۰۰ تا ۱۳۰۰ پس از میلاد در هاوایی ساکن شدند رواج داشت. امروزه سنت‌های مذهبی دین هاوایی‌ها مورد حفاظت قرار می‌گیرد تا فراموش نشود. آیین سنتی مردمان هاوایی با معنویت عصر جدید معروف به هونا بی ارتباط است.

## خدایان
دین هاوایی یک دین چندخدایی است که چهار خدای اصلی آن عبارتند از: کانه، کو، لونو و کانالوآ. از جمله دیگر خداهای مورد توجه آن می‌توان به لاکا، هائومیا و از همه معروف تر، به په‌له اشاره کرد.